# Емануел Винхолц
Емануел Винхолц (на словашки: Emanuel Windholz) е словашки психиатър и психоаналитик.

## Биография
Роден е на 13 март 1903 година в Хронец, днес Словакия. Завършва медицина в Прага през 1926 г.
Заминава за Берлин (1930), за да се подложи на обучителна анализа с Моше Улф. Връща се в Прага, където я продължава с Франсис Дери, Хайнрих и Йела Льовенфелд, Стефи Борнщайн, Хана Фенихел, Ани Райх и Елизабет Геро.
През 1931 г. Винхолц и Николай Осипов решават да сложат възпоменателна плоча в родния град на Зигмунд Фройд по случай 75-годишната му. Събитието се случва, но Осипов и Фройд не могат да присъстват, така че там са Винхолц, от една страна, и Ана Фройд, от друга. От 1936 г. работи като лекар по умствени и нервни заболявания. През 1938 емигрира в Сан Франциско, САЩ. Там започва работа в болницата Маунт Синай.
Умира през 1989 година в Сан Франциско на 85-годишна възраст.